# François Bernier

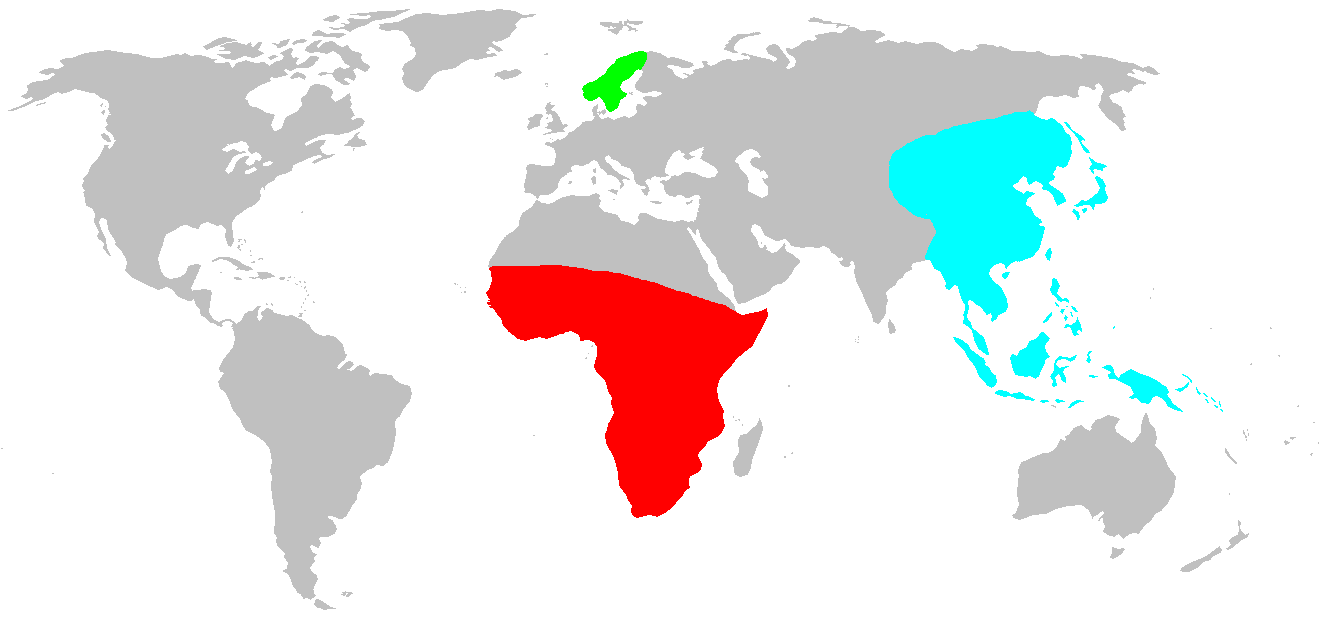
Bernierovy rasové typy

François Bernier (25. září 1620 Joué-Etiau – 22. září 1688 Paříž) byl francouzský lékař a cestovatel, který mezi prvními provedl rasové dělení lidstva do čtyř skupin na základě somatických hledisek.
François Bernier se narodil v rolnické rodině a staral se o něj strýc. Přes chudé poměry, z nichž vzešel, se jeho výjimečný talent neztratil. Od 15 let studoval v Paříži na Collège de Clermont. Posléze se stal žákem významného atomisty Pierra Gassendiho, s nímž pobýval střídavě až do konce filosofova života. V roce 1652 získal v Montpellieru doktorát z medicíny.
Již o pět let dříve Bernier navštívil Polsko a Německo. Na podstatně delší čas však opustil Francii až po smrti Gassendiho. Procestoval během dvou let Egypt (rok pobyl v Káhiře), Etiopii, Palestinu a další především arabská území. Od roku 1658 žil na indickém poloostrově. Jako první a na dlouhou dobu poslední Evropan navštívil a popsal Kašmír.
Říše Velkých Mughalů se stala místem Bernierova pobytu na dvanáct let. Dostal se jako lékař až do služeb samotného vládce Aurangzeba. Přes okázalý rozkvět říše (mramorové paláce, velká armáda) viděl již problémy v nejrůznějších oblastech (hospodářské, politické, náboženské, sociální), díky čemuž předvídal její pád v době, kdy na něj stěží někdo pomyslel. Kladně nehodnotil ani stav místního lékařství (zákaz pitev), matematiky a astronomie (ovlivnění magií a astrologií). Do značné míry se tím lišil od toho, jak Indii vnímali učenci v Evropě.
Dne 24. dubna 1684 uveřejnil anonymně článek, v němž rozdělil lidstvo do čtyř skupin bez hierarchického členění:
- Evropané, západní Asiaté
- Východní Asiaté
- Černoši
- Laponci

V dalším roce navštívil Londýn, ale umřel o čtyři roky později v Paříži.